# ЕПА Ларнака
ЕПА Ларнака (на гръцки: Ένωσις Πεζοπορικού Αμολ) е кипърски футболен клуб от град Ларнака.

## История
Основан през 1930 г. след обединение на Пезопорикос и АМОЛ Ларнака. Отборът е един от основателите на кипърския футболен съюз и участва в първото кипърско първенство: сезон 1934/1935. След няколко години Пезопорикос се отделя от клуба. „Златният“ период на ЕПА е през сезоните 1944/1945 и 1945/1946, когато отбора постига дубъл. През 1970 г. като шампион на Кипър участва в гръцката първа национална дивизия. ЕПА печели купата на Кипър 5 пъти. През 1994 г. ЕПА Ларнака се обединява с Пезопорикос и така се формира новия клуб АЕК Ларнака.

## Успехи
- Кипърска Първа Дивизия – 3 (1945, 1946, 1970)
- Купа на Кипър – 5 (1945, 1946, 1950, 1953, 1955)
- Суперкупа на Кипър – 1 (1955)

## Български футболисти
- Спас Джевизов: 1989/90